# Заслуженный работник физической культуры РСФСР
Заслу́женный рабо́тник физи́ческой культу́ры РСФСР — почётное звание РСФСР. Установлено 3 июня 1982 года.
Звание «Заслуженный работник физической культуры РСФСР» присваивалось организаторам физкультурного движения, учёным и тренерам, работникам коллективов физической культуры, спортивных сооружений, физкультурных организаций, учебных заведений, научно-исследовательских институтов за заслуги в развитии физической культуры и спорта, в организационно-методической, учебно-тренировочной, воспитательной, инженерно-технической, научно-педагогической и хозяйственной деятельности, совершенствовании системы физического воспитания населения, массового спорта, спорта высших достижений и проработавшим в области физической культуры и спорта 15 и более лет.
В 1992 году, когда РСФСР еще существовала, награждения этим званием проводились в последний раз. После распада СССР и образования Российской Федерации, звание было изменено на "Заслуженный работник физической культуры Российской Федерации". В 1992 году указом президента РСФСР было присвоено 120 званий. 